# Algemene Konst- en Letter-Bode
Algemene Konst- en Letter-Bode (abreviado Alg. Konst- Lett.-Bode) fue una revista con ilustraciones y descripciones botánicas que fue editada en dos series desde 1788 hasta 1793 y desde 1801 hasta 1862. Desde 1794 hasta 1800 se publicó como Niewe Alg. Konst- Lett.-Bode.